# Grief Street
Grief Street è un film statunitense del 1931, diretto da Richard Thorpe.

## Trama
In una rappresentazione teatrale, l’attore protagonista, dopo aver sorpreso l’attrice, sua moglie nella finzione scenica, tra le braccia dell’amante, la uccide.
Cala il sipario. L’attore è Alvin Merle, marito di Ethel, che è l’amante del giocatore d’azzardo Ralph Burns, e l’attrice è Pamela Gregory, amante di Alvin.
Alvin, dopo la rappresentazione, ha un diverbio con Michael, portiere del teatro, dopo di che si rinchiude nel proprio camerino lasciando il tassativo ordine di non essere disturbato. In tal modo Jean Royce, che un tempo faceva parte della compagnia, e che è oggetto delle mire amorose del direttore di scena Frank Murray, non viene ammessa alla sua presenza.
Poco dopo Alvin viene trovato morto, apparentemente per strangolamento, nel proprio camerino, chiuso dall’interno e senza altra possibilità di accesso.
Il giornalista Jim Ryan collabora con la polizia nelle indagini, e, dopo che Jean sarà stata fatta oggetto di tentato omicidio, risolverà il caso.